# Большая Липенка
Большая Липенка — деревня в Устюженском районе Вологодской области.
Входит в состав Моденского сельского поселения, с точки зрения административно-территориального деления — в Моденский сельсовет.
Расположена на берегу реки Липка (приток Мартыновки). Расстояние по автодороге до районного центра Устюжны — 37 км, до центра муниципального образования села Модно — 12 км. Ближайшие населённые пункты — Красино, Мартыново, Слуды.
В 8 км к востоку, на другом берегу Мологи расположена деревня Малая Липенка, входящая в Коротовское сельское поселение Череповецкого района.
По переписи 2002 года население — 7 человек.